# Альфимково
Альфимково (рос. Альфимково) — присілок в Куньїнському районі Псковської області Російської Федерації.
Населення становить 18 осіб. Входить до складу муніципального утворення Пухновська волость.

## Історія
Від 2015 року входить до складу муніципального утворення Пухновська волость.

## Населення
| 2001 | 2002 | 2010 |
| ---- | ---- | ---- |
| 19   | →19  | ↘18  |